# شب روی زمین
شب روی زمین (انگلیسی: Night on Earth) فیلمی کمدی از جیم جارموش محصول سال ۱۹۹۱ است. فیلم مجموعه‌ای از خرده‌روایت‌ها (ویگنت) است که در طول یک شب برای تاکسی‌ها و مسافرانشان در پنج شهر متفاوت رخ می‌دهد: لس‌آنجلس، نیویورک، پاریس، رم و هلسینکی.
جارموش فیلمنامه را در هشت روز نوشت و شهرها هم براساس محل زندگی بازیگرانی انتخاب شد که قرار بود فیلم را بازی کنند. موسیقی متن فیلم کاری از تام ویتس است.

## بازیگران
- جنا رولندز
- وینونا رایدر
- آرمین مولر-اشتال
- جیانکارلو اسپوزیتو
- رزی پرز
- ایزاک دو بانکوله
- روبرتو بنینی
- پائولو بوناچلی
- متی پلونپا
- کاری وانانن
- اِیـّا ویلپاس